# 貝森蒂 (新墨西哥州)
貝森蒂（英語：Becenti）是位於美國新墨西哥州麥金萊縣的普查規定居民點。

## 人口
根據2020年美國人口普查的數據，貝森蒂的面積為2.43平方千米，皆為陸地。當地共有人口294人，而人口密度為每平方千米120.99人。